# Gschnaidt (Altusried)
Gschnaidt ist ein Gemeindeteil des Marktes Altusried im bayerisch-schwäbischen Landkreis Oberallgäu. Der Ort ist als Wallfahrtsort bekannt.

## Geographie
Der Weiler und Wallfahrtsort auf der Gemarkung Frauenzell ist eine 880 m ü. d. M. gelegene Kuppe. Diese liegt ca. vier Kilometer östlich von Frauenzell bzw. ebenfalls ca. vier Kilometer südwestlich von Kimratshofen. Die kleine Siedlung besteht im Wesentlichen aus zwei Wallfahrtskapellen und dem Gasthaus zum Kreuz, ferner aus einigen Stallungen und Wirtschaftsgebäuden.

### Anfahrt
Gschnaidt ist über eine Gemeindeverbindungsstraße an das überörtliche Straßennetz angebunden. Diese beginnt etwas südlich von Kimratshofen, wo sie beim Weiler Wassergat von der Kreisstraße OA 14 abzweigt. Von dort aus führt sie bergan an über die Weiler Bruderhöfe, Seefeld und Lendraß nach Gschnaidt. Gschnaidt ist der höchste Punkt der Straße, danach fällt diese wieder ab und endet nach Passage des Weilers Maggmannshofen im südlich von Frauenzell gelegenen Dorf Rungatshofen – dort ist sie mit der Kreisstraße OA 17 verknüpft. Zwei weitere asphaltierte Anfahrtswege beginnen in Muthmannshofen (an der OA 16) bzw. in Hettisried (an der Staatsstraße 1308), vereinigen sich in Wendelins und treffen bei Lendraß auf die zuvor beschriebene Straße aus Richtung Kimratshofen.

## Ortsname
Der Ortsname stammt vom mittelhochdeutschen Wort gesneite und bedeutet so viel wie (Siedlung am) Weg, der durch den Wald geschlagen wurde. Präpositionen des Ortsnamens sind Das Gschnaidt, Im Gschnaidt, Auf dem Gschnaidt, Auf der Gschnaidt oder Auf Gschnaidt.

## Geschichte
Im Jahr 1437 saßen Zu Gschnait die Herren von Heimenhofen zu Berghofen, genannt Schnaitter, womit der Ortsname erstmals urkundlich erwähnt wurde. 1511 wurde die Burg Gschnaidt vom Kloster Kempten aufgekauft. 1630 wurde lediglich eine Holzmark in Gschnaidt erwähnt. Die „Gschnaidt-Wallfahrt“ wurde erstmals 1665 erwähnt. Eine ursprüngliche Kapelle wurde im 18. Jahrhundert abgebrochen und durch die heutige kleine Kapelle ersetzt. Die heutige Siedlung wurde im Jahr 1818 noch nicht genannt, erst ab 1877. Im 19. Jahrhundert wurde zusätzlich eine größere Kapelle erbaut. Gschnaidt gehörte bis 1971 zur damaligen Gemeinde Frauenzell, die im Zuge der Gebietsreform in Bayern nach Altusried eingemeindet wurde. Im Wappen von Frauenzell finden sich Darstellungen der beiden Gschnaidt-Kapellen.

## Beschreibung Wallfahrtsstätte
Im Vorraum der großen Kapelle hängt ein großes schwarz gerahmtes Votivbild. Es erinnert an das sogenannte Schneewunder von 1843, als im März im Schnee seltsame Zeichen entdeckt wurden. Es wird angenommen, dass das Schneewunder ein Versuch ist, in volkstümlich naiver Weise den Namen Gschnaidt von es hat geschneit abzuleiten. Sehenswert ist auch der Kreuzweg. Er führt zu einer Quellfassung, die nach dem Volksglauben heilkräftiges Wasser spendet, das besonders bei Augenleiden helfen soll. Gleich neben den Kapellen ist der Wald der Kreuze. Es ist Brauch, die hölzernen Übergangskreuze nach der Bestattung hier aufzubewahren. So stehen sie in großer Zahl dicht beieinander und halten noch geraume Zeit die Erinnerung wach. Das Gschnaidt ist auch Ausgangspunkt zum Wandern im Staatswald, einem großen Waldgebiet mit vielen Forst- und Spazierwegen.

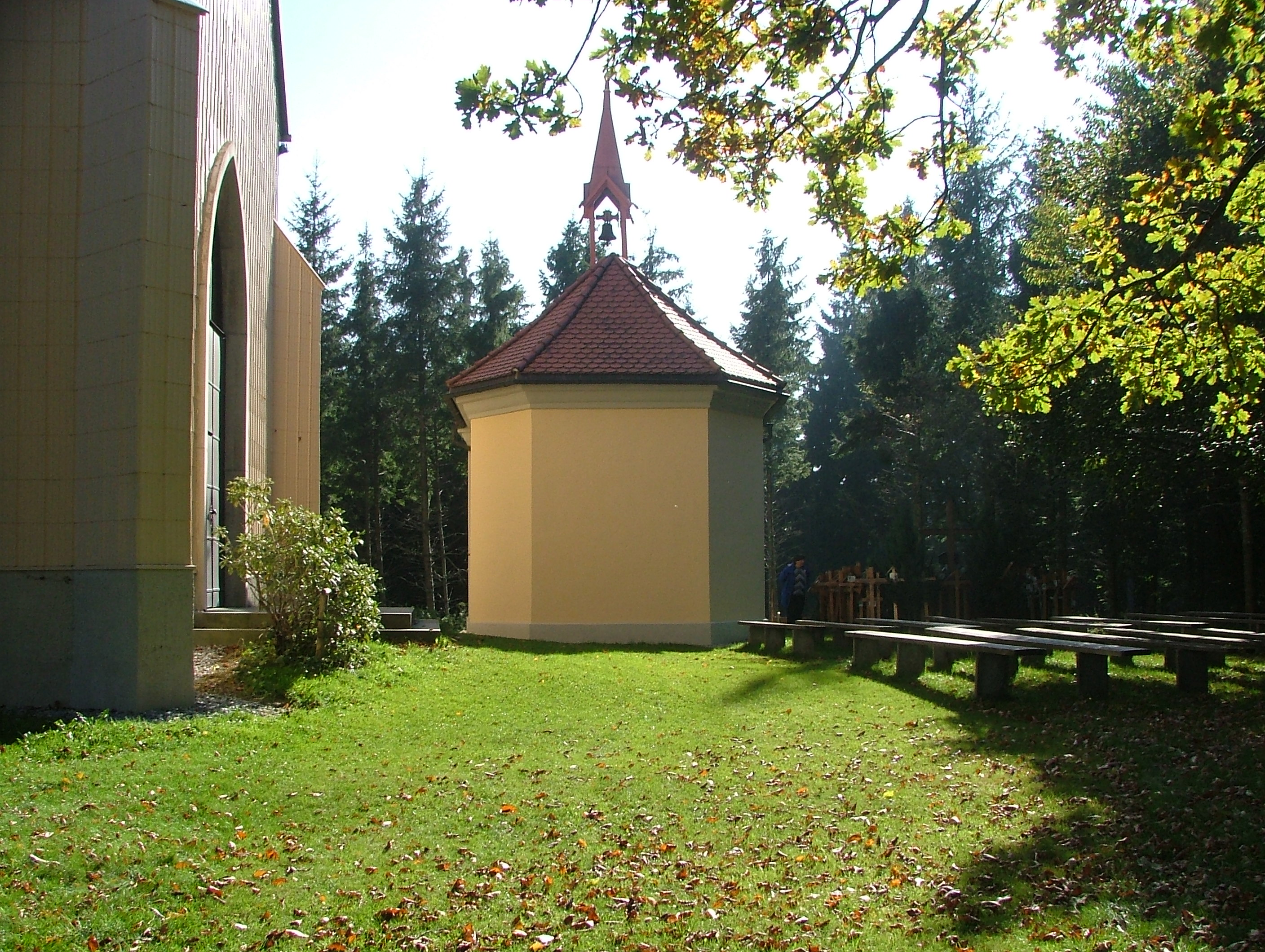
Große und kleine Wallfahrtskapelle
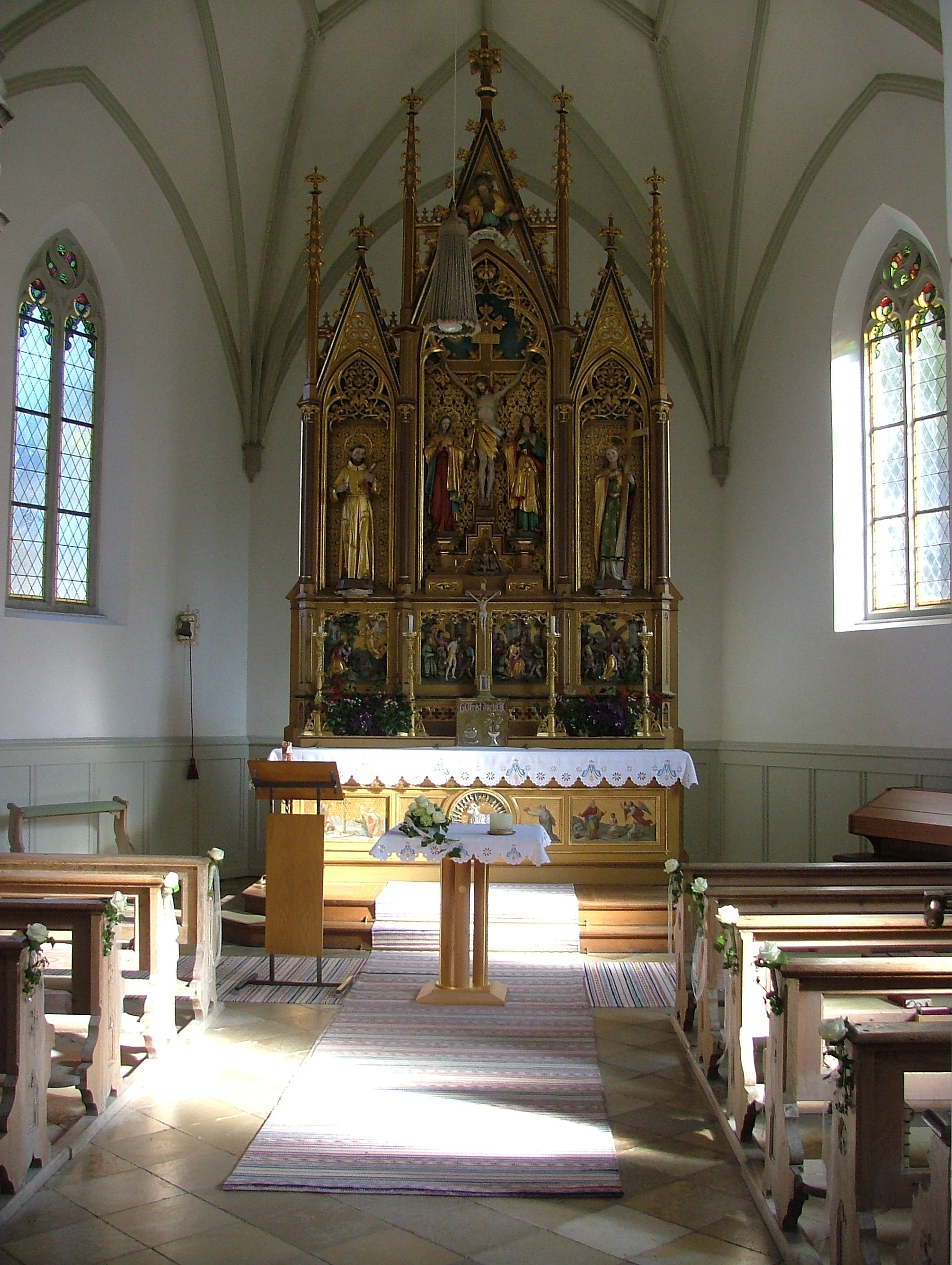
Innenraum der großen Gschnaidtkapelle
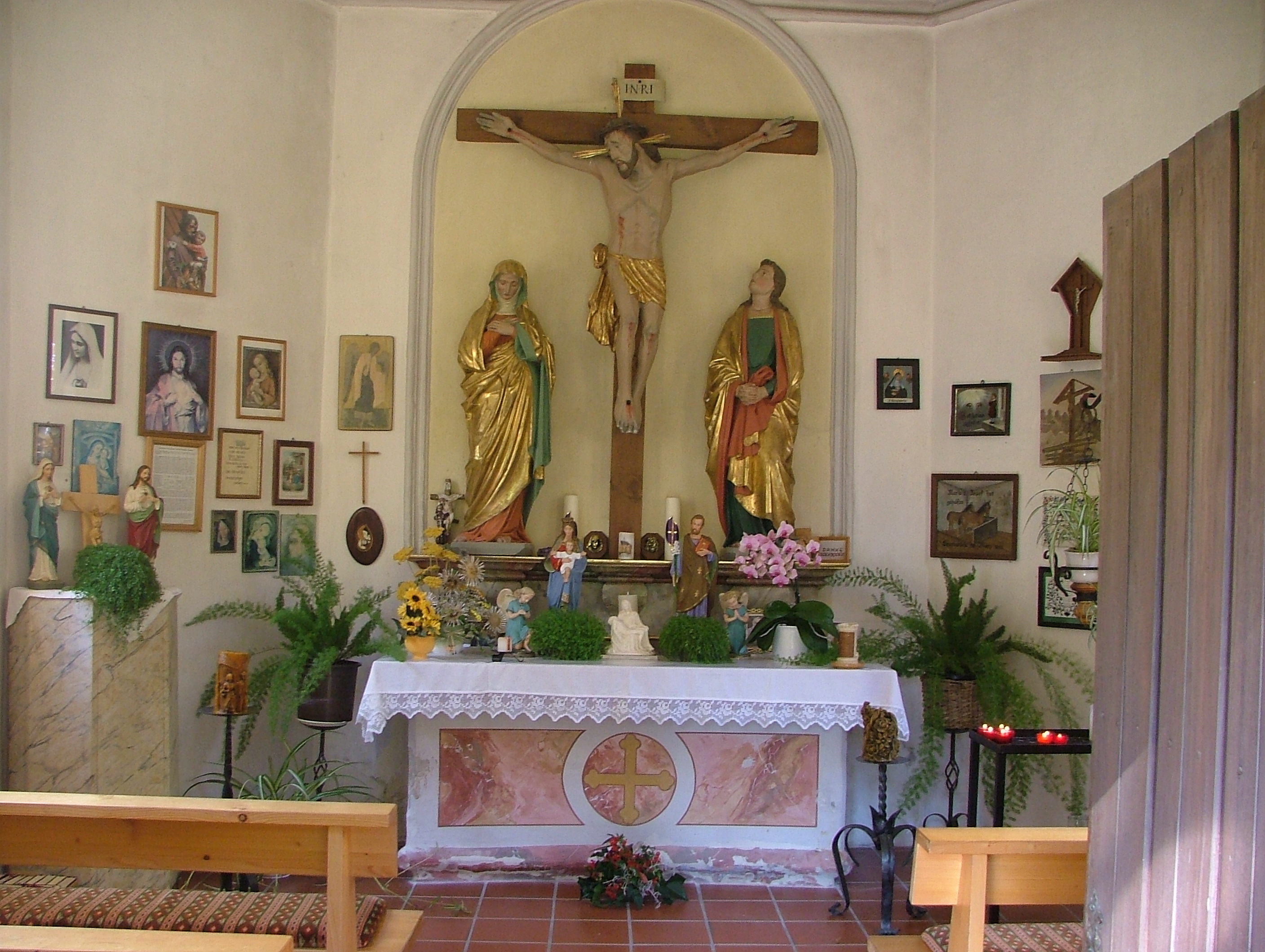
Innenraum der kleinen Gschnaidtkapelle
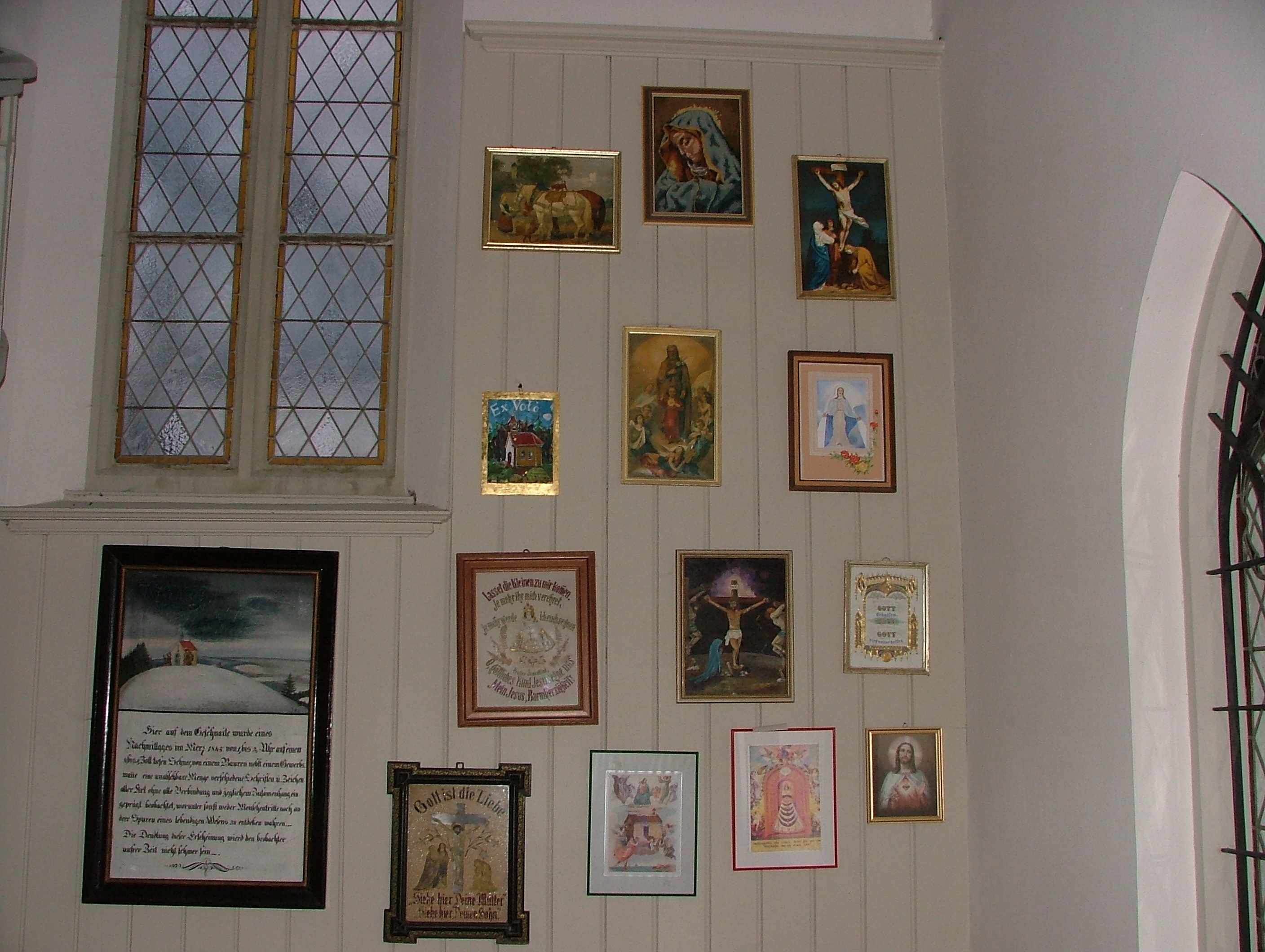
Votivtafeln mit dem Schneewunder
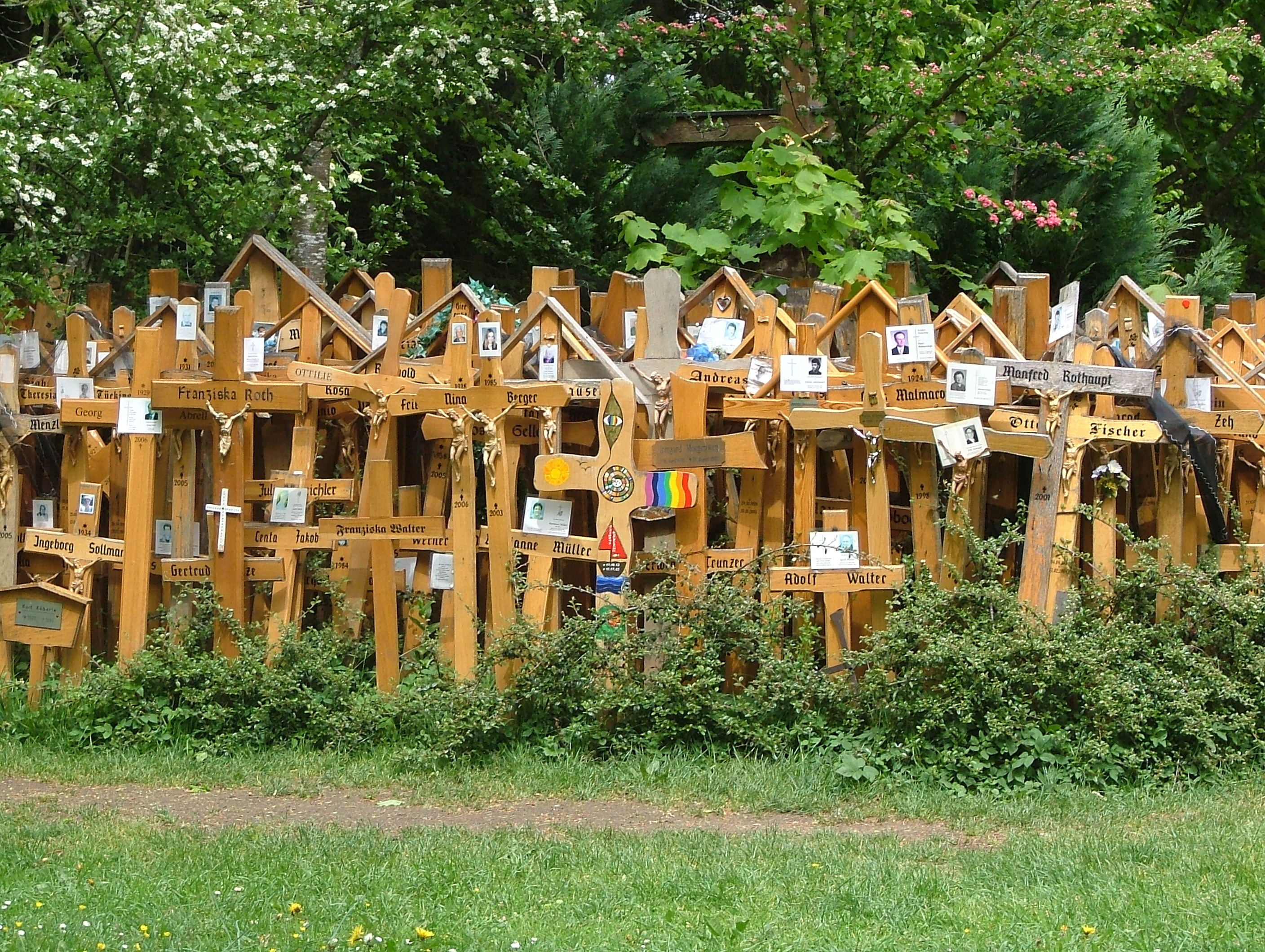
Wald der Übergangskreuze
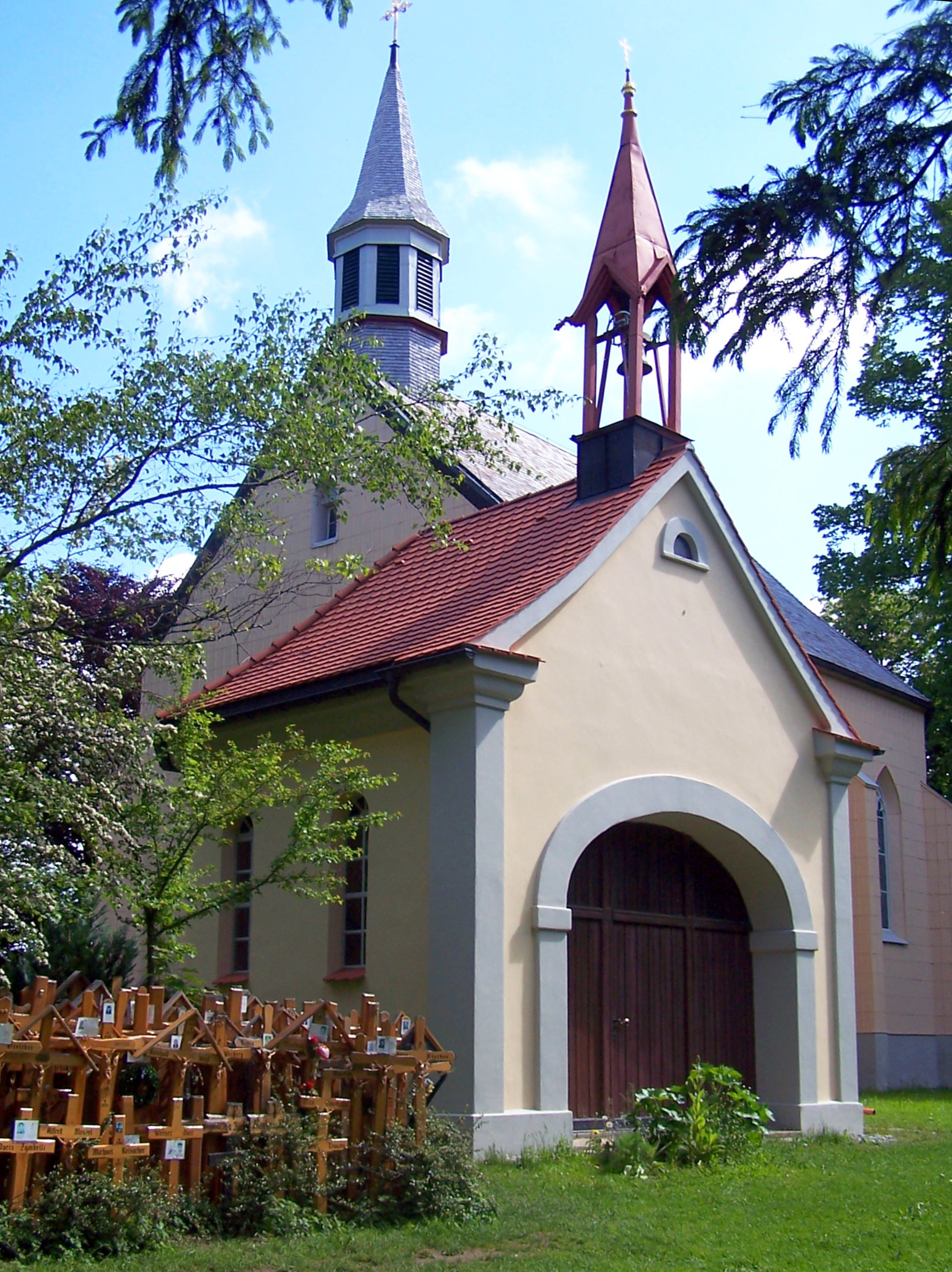
Große und kleine Gschnaidtkapelle

## Baudenkmäler
Siehe auch: Liste der Baudenkmäler in Gschnaidt
- Wallfahrtskapelle
- Alte Wallfahrtskapelle